# HMS Leander (1813)
Pour les autres navires du même nom, voir HMS Leander.

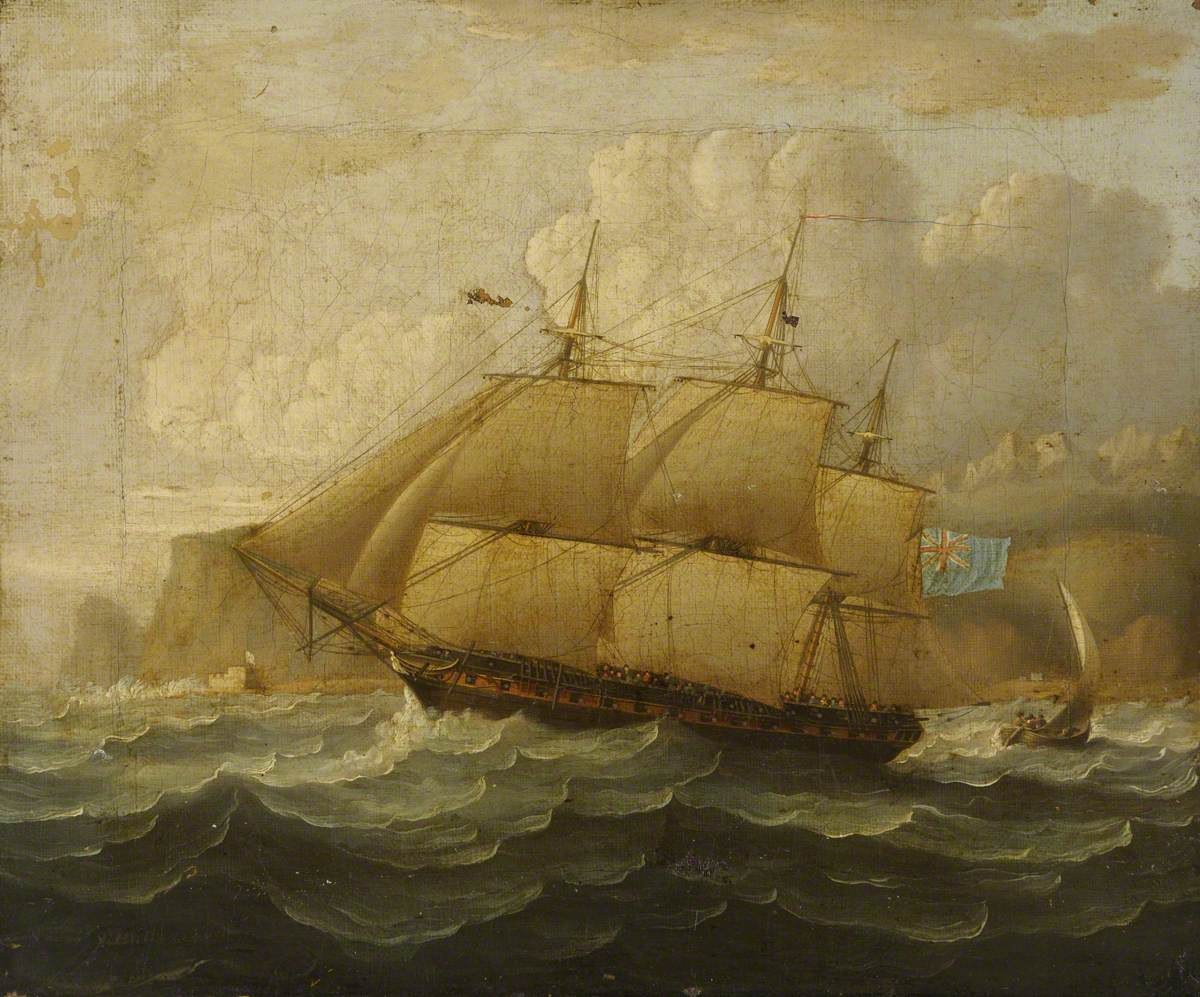

Le HMS Leander est un navire de ligne de quatrième rang portant 50 canons ayant servi dans la Royal Navy de 1813 à 1830.

## Histoire
Construit en pin rigide, le navire de ligne de quatrième rang Leander est lancé à Blackwall Yard le 10 novembre 1813, en même temps que le Newcastle. 
Sous les ordres du capitaine Collier, le 18 décembre 1814, en compagnie de celui-ci et de l'Acasta, le Leander se lance à la poursuite de l'USS Constitution après qu'elle a forcé le blocus de Boston, mais celle-ci réussit à s'enfuir en direction des Bermudes.
En 1823 il est mis à quai et sert de navire de réception, avant d'être vendu pour démolition sept ans plus tard, en mars 1830.